# Edmond Nazarian
Edmond Armen Nazarian (en búlgaro: Едмонд Армен Назарян; Sofía, 19 de enero de 2002) es un deportista búlgaro que compite en lucha grecorromana. Es hijo del luchador Armen Nazarian.
Ganó una medalla de plata en el Campeonato Mundial de Lucha de 2022 y cuatro medallas en el Campeonato Europeo de Lucha entre los años 2020 y 2024.

## Palmarés internacional
| Campeonato Mundial | Campeonato Mundial | Campeonato Mundial | Campeonato Mundial |
| Año                | Lugar              | Medalla            | Categoría          |
| ------------------ | ------------------ | ------------------ | ------------------ |
| 2022               | Belgrado (Serbia)  | Medalla de plata   | 60 kg              |
| Campeonato Europeo |                    |                    |                    |
| Año                | Lugar              | Medalla            | Categoría          |
| 2020               | Roma (Italia)      | Medalla de oro     | 55 kg              |
| 2022               | Budapest (Hungría) | Medalla de plata   | 60 kg              |
| 2023               | Zagreb (Croacia)   | Medalla de oro     | 60 kg              |
| 2024               | Bucarest (Rumania) | Medalla de bronce  | 63 kg              |